# Изложба „Простор” (1980)
Изложба „Простор” се одржала у периоду од 12. до 20. јула у галерији Удружења ликовних уметника Србије, у улици Масарикова 4, и од 6. септембра до 30. октобра 1980. године у слободном простору Сава центра, левој обали Саве између два моста у Београду.

## Жири
Експонате за изложбу је одабрао жири у саставу:
- Славољуб Вава Станковић, председник жирија
- Нандор Глид
- Бранка Југовић
- Зоран Маркуш
- Никола Коља Милуновић
- Борислава Продановић Недељковић

## Излагачи
1. Милун Видић
2. Ана Виђен
3. Нада Денић
4. Милија Нешић
5. Балша Рајчевић
6. Душан Русалић
7. Михаило Станић
8. Ђорђија Црнчевић
9. Милан Четник
10. Јелисавета Шобер Поповић